# أوسكار بوب
أوسكار بوب (بالبوكمول: Oscar Bobb) هو لاعب كرة قدم نرويجي، ولد في 12 يوليو 2003 في أوسلو في النرويج.
في فبراير 2024 أعلن نادي مانشستر سيتي الإنجليزي تمديد عقد جناحه النرويجي الشاب أوسكار بوب حتى عام 2029، بعد العروض الرائعة التي قدمها هذا الموسم.

## وصلات خارجية
- أوسكار بوب على موقع الاتحاد الأوربي (الإنجليزية)
- أوسكار بوب على موقع اتحاد النرويج (النرويجية)
- أوسكار بوب على موقع إي إس بي إن إف سي (الإنجليزية)
- أوسكار بوب على موقع قاعدة بيانات كرة القدم.إي يو (الإنجليزية)
- أوسكار بوب على موقع ليكيب (الفرنسية)
- أوسكار بوب على موقع ناشيونال فوتبول تيمز (الإنجليزية)
- أوسكار بوب على موقع Soccerbase.com (لاعب) (الإنجليزية)
- أوسكار بوب على موقع Soccerway.com (الإنجليزية)
- أوسكار بوب على موقع عالم كرة القدم.نت (الإنجليزية)